# ジガイ
ジガイ(JIG-AI)は、チェコのゴアグラインドバンド。2004年結成。
ゴアグラインド特有のノイズ性を排した整合感のある音楽性と、多種類のデスヴォイスを使い分けた幅広いボーカルスタイルが特徴。バンド名は日本語の“自害”に因んでおり、日本に関連した曲名が多い。また、MySpaceでは音楽ジャンルとして"Japanese Classic Music"（組太鼓？）との表記がある。アートワークは日本製アニメのキャプチャー画像や鬼畜・猟奇系の成人向け同人サークルによるCGを流用したものである。

## メンバー
- Burák - リードボーカル、ベース
- Brain
- Štefy - ドラム

全員が別のバンドも兼ねており、Burákはデストラクティヴ・エクスプロージョン・オブ・アナル・ガーランド (Destructive Explosion Of Anal Garland)、Mozekがネグリジェント・コラテラル・コラプス (Negligent Collateral Collapse) とフライング・ブレインズ (Flying Brains)、Štefyが Psychotic Despair等で活動。但しBurákはデストラクティヴ・エクスプロージョン・オブ・アナル・ガーランドではボーカルは執らず、ドラムを演奏している。

## ディスコグラフィー

### アルバム
- JIG-AI: BULLDOZER COMMANDO (2006)
- KATANA ORGY (2008)
- RISING SUN CANAGE (2014)
- Entrails Tsunami (CD, 2019)

### デモ
- PROMO 2006 (2006)

『PHIMOSIECTOMY MADE BY SCRUB-SLASHER』、『FRESH MANGA FLESH』、『HN-ISLAM』、『JAPANESE GUT CAKE』の順に収録。

### スプリット
- JIG-AI VS. ASS TO MOUTH (2008年)

ポーランドのポルノグラインドバンド、Ass To Mouthとのスプリット。